# 八幡郵便局 (山形県)
八幡郵便局（やわたゆうびんきょく）は、山形県酒田市にある郵便局。
かつては郵便区番号「999-82」の配達を受け持つ集配郵便局であったが、現在は酒田郵便局に移管され無集配郵便局となっている。

## 概要
住所：〒999-8232 山形県酒田市市条荒瀬102-1

## 沿革
- 1876年（明治9年） - 五等郵便局の市條郵便局として開局[1]。
- 1885年（明治18年）10月1日 - 貯金預所開設[2]。
- 1886年（明治19年）4月26日 - 三等郵便局となる[3]。
- 1894年（明治27年）1月1日 - 郵便為替事務開始[4]。
- 1896年（明治29年）11月16日 - 小包郵便取扱開始[5]。
- 1899年（明治32年）4月1日 - 電信為替事務開始[6]。
- 1908年（明治41年）3月31日 - 電信事務開始[7]。
- 1914年（大正3年）12月16日 - 電話通話事務開始[8]。
- 1921年（大正10年）5月26日 - 集配区内に観音寺郵便局（三等、無集配）開局[9]。
- 1932年（昭和7年）8月26日 - 電話事務開始[10]。
- 1933年（昭和8年）3月31日 - 電話交換業務開始[11]。
- 1936年（昭和11年）2月26日 - 集配区内に日向郵便取扱所設置[12]。
- 1937年（昭和12年）12月16日 - 日向郵便取扱所を日向郵便局（三等、無集配）に改定[13]。
- 1939年（昭和14年）5月1日 - 集配区内に飽海大澤郵便取扱所設置[14]。
- 1940年（昭和15年）12月1日 - 飽海大澤郵便取扱所を飽海大澤郵便局（三等、無集配）に改定[15]。
- 1941年（昭和16年）
  - 2月26日 - 飽海大澤郵便局にて電話交換業務開始[16]。
  - 4月1日 - 飽海大澤郵便局にて電報配達及び呼出事務開始[17]。
- 1956年（昭和31年）6月10日 - 八幡郵便局に改称[18]。
- 1958年（昭和33年）11月27日 - 日向郵便局及び飽海大沢郵便局にて電話交換事務廃止、八幡郵便局が継承[19]。
- 1964年（昭和39年）3月25日 - 郵便区内に青沢簡易郵便局開局[20]。
- 1966年（昭和41年）3月26日 - 郵便区内に芹田簡易郵便局開局[21]。
- 1969年（昭和44年）7月11日 - 電気通信業務廃止、酒田電報電話局に移管[22]。
- 1983年（昭和58年）10月1日 - 日向郵便局及び飽海大沢郵便局にて電気通信業務廃止、八幡郵便局が継承[23]。
- 1987年（昭和62年）
  - 3月31日 - 日向郵便局廃止、八幡郵便局が事務継承[24]。
  - 4月13日 - 日向簡易郵便局開局[25]。
- 2002年（平成14年）10月28日 - 観音寺郵便局が飽海郡八幡町観音寺町後53-2から同郡同町観音寺町後7-57に移転[26]。
- 2005年（平成17年）11月1日 - 八幡町が合併し、酒田市の郵便局となる[27]。
- 2006年（平成18年）
  - 10月2日 - 集配業務を酒田郵便局へ移管、無集配局となる。
  - 12月11日 - 酒田市市条水上11-6から酒田市市条荒瀬102-1に移転[28]。

## 周辺
- 酒田市八森自然公園
- 酒田市立鳥海八幡中学校